# Пейс-Митчелл, Джулия
Джу́лия Пейс-Ми́тчелл (англ. Julia Pace-Mitchell; род. 14 сентября 1985, Бруклин, Нью-Йорк, США) — американская актриса.

## Биография
Джулия Пейс-Митчелл родилась 14 сентября 1985 года в Бруклине (штат Нью-Йорк, США) в семье актёров Дона Митчелла и Джуди Пейс, которые были женаты в 1972—1986 годах.
Джулия дебютировала в кино в 2003 году, сыграв роль Кейши в фильме «Кейша против Гейши». В 2009 году Пейс-Митчелл сыграла роль Джен в фильме «Ноториус». Трижды (в 2011, 2012, 2013) была номинирована на премию «NAACP Image Award» в категории «Лучшая актриса дневного драматического сериала» за роль в сериале «Молодые и дерзкие».
С 4 сентября 2011 года Джулия замужем за бизнесменом Стивеном Л. Хайтауэром-вторым. У супругов есть сын — Стивен Л. Хайтауэр-третий (род. 22 мая 2013).

## Фильмография
| Год       |     | Русское название                    | Оригинальное название             | Роль                    |
| --------- | --- | ----------------------------------- | --------------------------------- | ----------------------- |
| 2003      | кор | Кейша против Гейши                  | Keisha vs. Geisha                 | Кейша                   |
| 2003      | с   | Сильное лекарство                   | Strong Medicine                   | Кира                    |
| 2004      | с   | Закон и порядок                     | Law & Order                       | доктор Хесс             |
| 2006      | с   | Закон и порядок: Специальный корпус | Law & Order: Special Victims Unit | кассир банка            |
| 2007      | ф   | Привет, Билл!                       | Bill                              | Дана                    |
| 2008      | с   | Детектив Раш                        | Cold Case                         | Элла Тёрнер в 1964 году |
| 2009      | ф   | Ноториус                            | Notorious                         | Джен                    |
| 2010      | с   | Достоинство Бергера                 | The Hard Times of RJ Berger       | Шерис                   |
| 2010      | ф   | Быстрее пули                        | Faster                            | кассир                  |
| 2010—2012 | с   | Молодые и дерзкие                   | The Young and the Restless        | София Дюпре             |
| 2017      | кор |                                     | Weirdos Welcome                   | миссис Рэднер           |